# Пасатижі

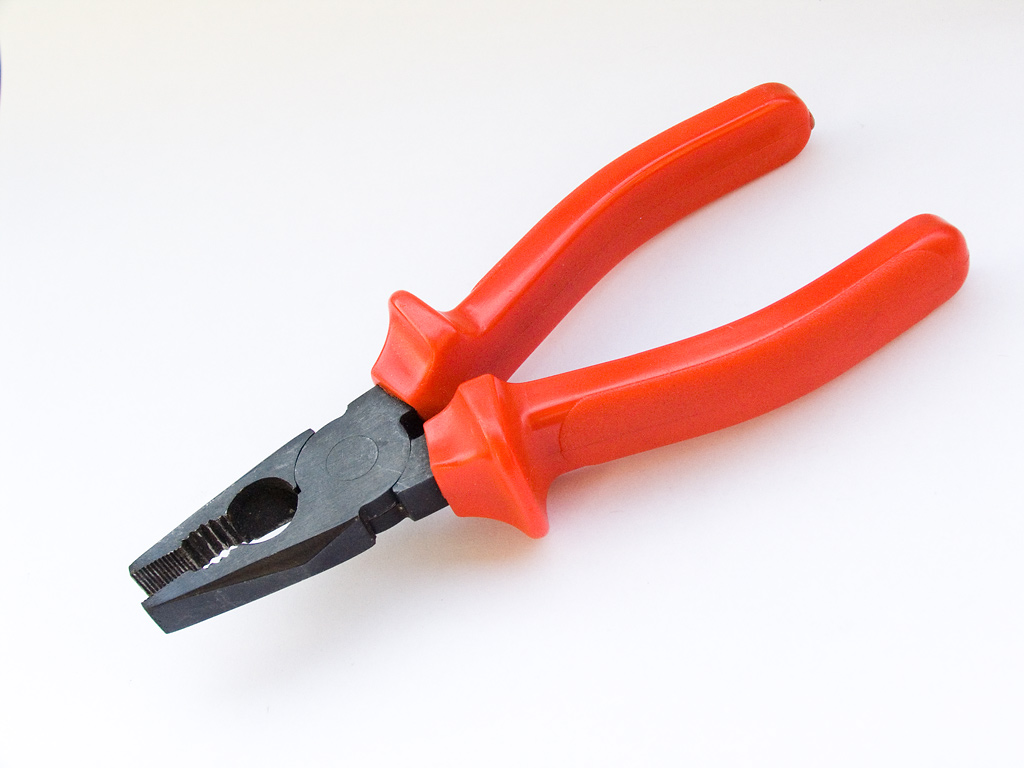
Пасатижі

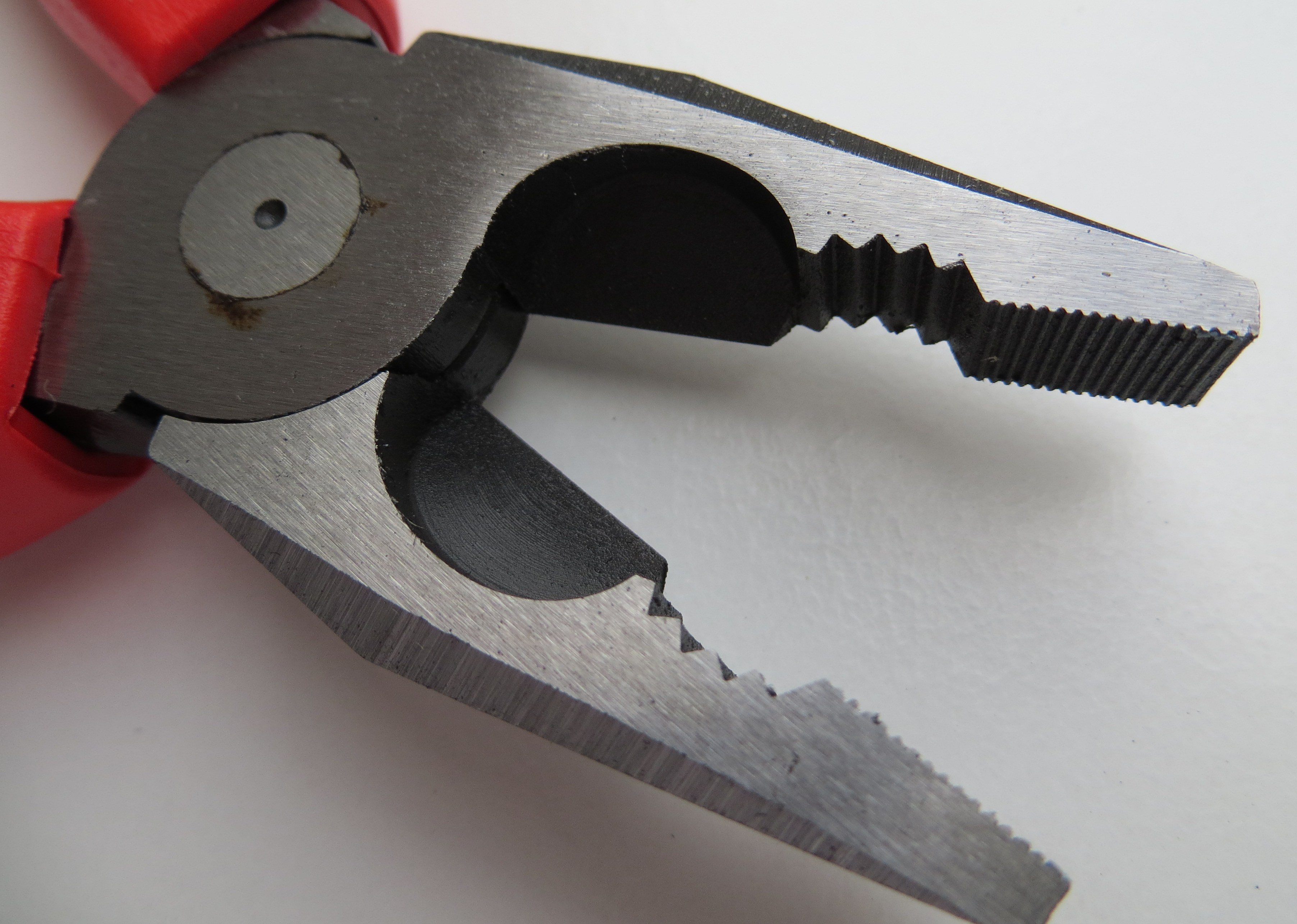
Губки пасатижів

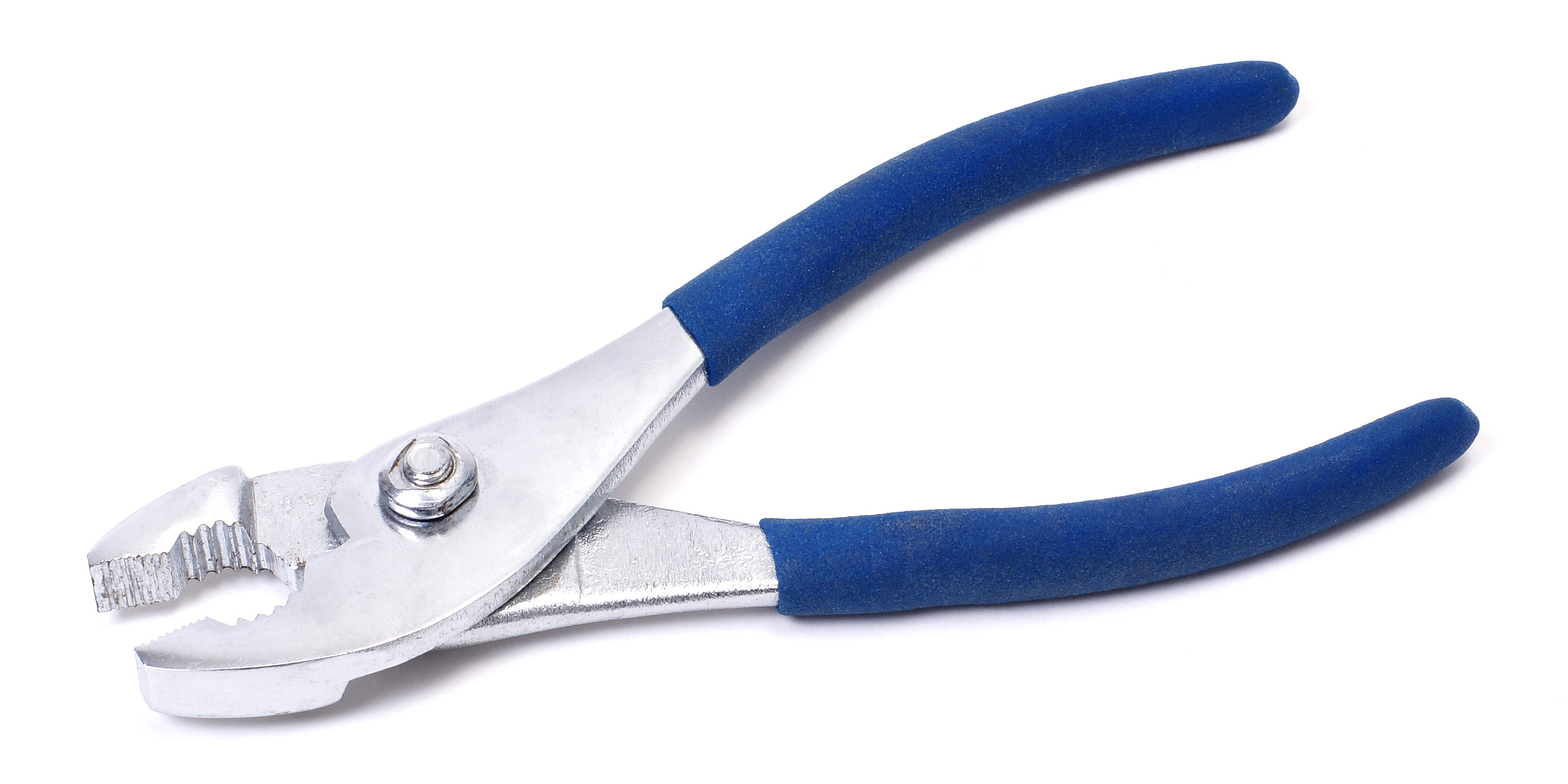
Пасатижі без різальних крайок

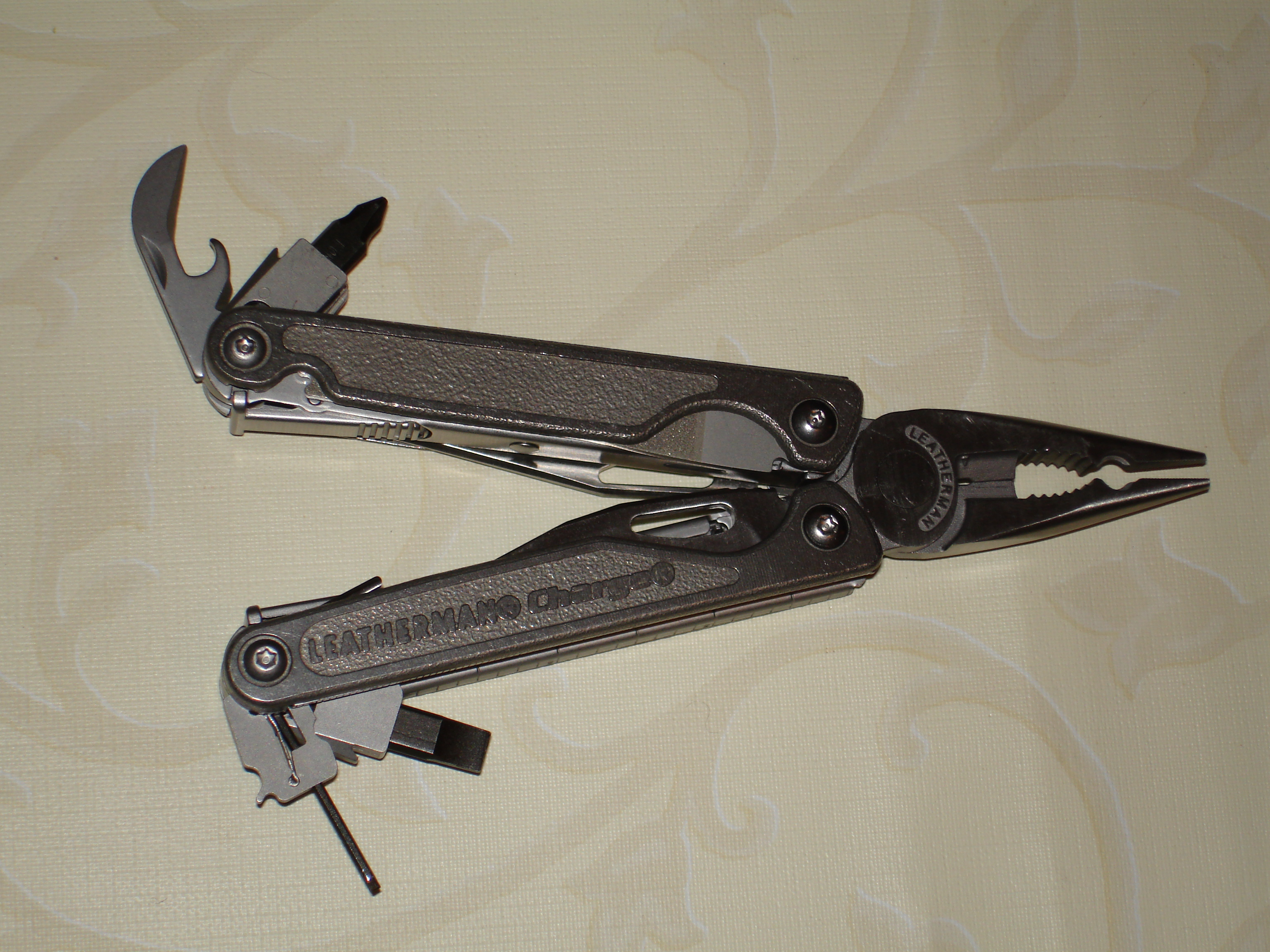
Пасатижі-мультитул

Пасати́жі — універсальний слюсарний і електромонтажний інструмент.
Об'єднують у собі кілька видів монтажних інструментів, але основним їх елементом є плоскогубці.

## Етимологія й визначення терміна
Походження слова «пасатижі» неясне. В етимологічних словниках (ЕСУМ, Словник Фасмера) такої лексеми не згадується, в деяких тлумачних словниках можна прочитати, що це слово походить від фр. passe («прохід») і tige («стрижень»). Слід мати на увазі, що в самій французькій мові сполучення passe-à-tige невідоме, а passe-tige має значення «муфта», «сальник», «деталь, через яку проходить болт, стрижень». Інша версія виводить слово з фр. pince-à-tige (де pince значить «щипці», «кліщі», «затискач»), але в сучасній французькій подібний термін також невідомий, а цей інструмент називається pince universelle («універсальні кліщі»).
У багатьох словниках (у тому числі й СУМ-11) пасатижі визначаються як «універсальні кліщі, що об'єднують у собі плоскогубці, гострозубці, різак, газові обценьки й викрутку». На сучасних моделях пасатижів викрутки відсутні (за винятком мультитулів), але старі зразки мали викруткове жало для прямого шліца на одній з ручок, Велика радянська енциклопедія згадує про наявність на деяких пасатижах одної ручки з викруткою, а другої — з шилом.
Згідно з поширеним визначенням пасатижів, це інструмент, аналогічний плоскогубцям, але з півкруглими виїмками на губках, що уможливлюють використовувати його як гайковий ключ (відповідно до Великої радянської енциклопедії — «інструмент, у якому, як правило, суміщені плоскогубці й різак для різання дроту», «окрім того, можуть мати 2 виїмки із зубцями для захоплення гайок, муфт»). Губки пасатижів додатково споряджаються різальними крайками, завдяки яким вони можуть заміняти гострогубці (втім, це є звичайним атрибутом і «простих» плоскогубців). Виходячи з даних ГОСТ 5547-93, «комбіновані плоскогубці виконання 2» це інструмент, що зараз називають «пасатижами»: вони мають всі вищеперелічені ознаки. Окрім різальних крайок, пасатижі можуть також споряджатися різаком для дроту у вигляді зміщених прорізів на зовнішньому боці губок біля шарніра. Деякі пасатижі мають пересувну шарнірну вісь (подібно переставним кліщам).
На основі пасатижів часто створюють комбіновані багатофункціональні інструменти («мультитули»), у ручках яких розміщені складані леза, викрутки, ножиці, шила та інші пристосування.